# Bythinella servainiana
Bythinella servainiana is een slakkensoort uit de familie van de Hydrobiidae. De wetenschappelijke naam van de soort is voor het eerst geldig gepubliceerd in 1870 door Paladilhe.